# Skoki do wody na Letnich Igrzyskach Olimpijskich 2024 – wieża 10 m synchronicznie mężczyzn
Konkurs mężczyzn w synchronicznych skokach do wody z wieży 10 m podczas XXXIII Letnich Igrzysk Olimpijskich w Paryżu odbył się w dniu 29 lipca 2024. Do rywalizacji przystąpiło 16 sportowców z 8 krajów. Areną zawodów było Olimpijskie Centrum Wodne w Saint-Denis. Mistrzami olimpijskimi zostali Chińczycy Yang Hao i Lian Junjie, wicemistrzami Brytyjczycy Tom Daley i Noah Williams, a brąz zdobyli Kanadyjczycy Rylan Wiens i Nathan Zsombor-Murray.
Był to VII olimpijski konkurs synchronicznych skoków do wody z wieży 10 m mężczyzn.

## Terminarz
godziny zostały podane w czasie CEST
| Data          | Godzina | Runda |
| ------------- | ------- | ----- |
| 29 lipca 2024 | 11:00   | Finał |

## System rozgrywek
Konkurs składał się z jednej rundy, w której zawodnicy mieli do oddania sześć skoków, z których każdy musiał należeć do innej z sześciu grup:
- skok w przód
- skok w tył
- delfin
- auerbach
- śruba
- skok ze stania na rękach[1]

Pozycja była ustalona według sumy ocen za wszystkie 5 skoków.

## Wyniki
| Pozycja | Zawodnicy                               | Państwo         | Finał  | Finał  | Finał  | Finał  | Finał  | Finał  | Finał        | Finał |
| Pozycja | Zawodnicy                               | Państwo         | Skok 1 | Skok 2 | Skok 3 | Skok 4 | Skok 5 | Skok 6 | Suma punktów |       |
| ------- | --------------------------------------- | --------------- | ------ | ------ | ------ | ------ | ------ | ------ | ------------ | ----- |
| złoto   | Yang Hao Lian Junjie                    | Chiny           | 56.40  | 57.60  | 85.44  | 95.88  | 91.80  | 103.23 | 490.35       |       |
| srebro  | Tom Daley Noah Williams                 | Wielka Brytania | 53.40  | 51.60  | 83.52  | 93.96  | 87.72  | 93.24  | 463.44       |       |
| brąz    | Rylan Wiens Nathan Zsombor-Murray       | Kanada          | 53.40  | 51.60  | 78.72  | 83.52  | 75.48  | 79.68  | 422.13       |       |
| 4       | Randal Willars Kevin Berlín             | Meksyk          | 50.40  | 48.00  | 81.60  | 74.52  | 78.81  | 85.32  | 418.65       |       |
| 5       | Kiriłł Bołuch Ołeksij Sereda            | Ukraina         | 48.60  | 48.60  | 76.80  | 76.80  | 74.37  | 87.48  | 412.65       |       |
| 6       | Cassiel Rousseau Domonic Bedggood       | Australia       | 51.00  | 48.60  | 76.80  | 72.96  | 64.38  | 81.00  | 394.74       |       |
| 7       | Timo Barthel Jaden Eikermann Gregorchuk | Niemcy          | 49.80  | 47.40  | 74.88  | 66.33  | 61.20  | 64.80  | 364.41       |       |
| 8       | Gary Hunt Loïs Szymczak                 | Francja         | 48.00  | 45.00  | 62.10  | 39.60  | 65.28  | 54.60  | 314.58       |       |